# قلعه کهنه (گلندر)
قلعه کهنه گلندر مربوط به سده‌های اولیه دوران‌های تاریخی پس از اسلام است و در شهرستان سربیشه، روستای گلندر واقع شده و این اثر در تاریخ ۷ مرداد ۱۳۸۲ با شمارهٔ ثبت ۹۲۹۱ به‌عنوان یکی از آثار ملی ایران به ثبت رسیده است.